# Ostaškov
Ostaškov (in russo Осташков?) è una città della Russia europea centrale, appartenente all'oblast' di Tver'; è il capoluogo del rajon Ostaškovskij e sorge sulle rive del lago di origine glaciale Seliger, a 190 chilometri di distanza da Tver'.
Nota dal XIV secolo, ottenne lo status di città nel 1770.